# Escut de Granyena de Segarra
L'escut oficial de Granyena de Segarra té el següent blasonament:
Escut caironat: de sinople, una garba d'or. Per timbre una corona mural de vila.
Va ser aprovat el 23 de novembre de 1987. La garba de blat simbolitza el conreu principal d'aquesta vila agrícola, i també és un senyal parlant: el nom de Granyena recorda el gra.